# Peter Greene
Peter Greene, född Green den 8 oktober 1965 i Montclair, New Jersey, är en amerikansk skådespelare. Han började som skådespelare i 20-årsåldern. Han spelar ofta onda roller, bland annat som polis och våldtäktsman i Pulp Fiction (1994) och som gangstern Dorian Tyrell i The Mask (1994).

## Filmografi i urval
- 1992 – Laws of Gravity
- 1993 – Judgment Night
- 1994 – Clean, Shaven
- 1994 – Pulp Fiction
- 1994 – The Mask
- 1995 – De misstänkta (ej krediterad)
- 1995 – Bang
- 1995 – Under belägring 2
- 1998 – Permanent Midnight
- 1999 – Blue Streak
- 2001 – Training Day (ej krediterad)
- 2001 – Ticker
- 2010 – The Bounty Hunter

## Fotnoter
1. ↑  filmportal.de, Filmportal-ID: 186bdd28562444a384028e0769d3f1d6, läst: 9 oktober 2017.[källa från Wikidata]
2. ↑  Gemeinsame Normdatei, läst: 26 juni 2015.[källa från Wikidata]